# Pheucticus chrysogaster
Pheucticus chrysogaster là một loài chim trong họ Cardinalidae.